# Cimenteng (Campaka)
Cimenteng is een bestuurslaag in het regentschap Cianjur van de provincie West-Java, Indonesië. Cimenteng telt 6771 inwoners (volkstelling 2010).